# Natacha Gachnang
Natacha Gachnang (Vevey, 27 ottobre 1987) è una pilota automobilistica svizzera, ha vinto la coppa F300 della F3 spagnola 2008.
È cugina del pilota di Formula 1 Sébastien Buemi.

## Carriera
- 2001 Campionessa svizzera karting junior.
- 2002 Formel BMW ADAC Meisterschaft test – 4º su 64 piloti.
- 2003 Formel BMW ADAC Meisterschaft – un 4º posto finale.
- 2004 Formel BMW ADAC Meisterschaft – due 4º posti finali.
- 2005 Formel BMW ADAC Meisterschaft – 6º, 3 podi.
- 2006 Formel 3 Cup – un podio, 9º.
- 2007 Star Mazda 3- 2 podi.
- 2008 Formula 3 spagnola- 4 podi.

## Risultati

### Carriera
| Stagione | Categoria          | Team             | Numero | Gare | Vittorie | Pole | Giri veloci | Punti | Posizione Generale | Posizione Spanish Cup |
| 2008     | Formula 3 Spagnola | Campos F3 Racing | 18     | 17   | 0        | 1    | 2           | 76    | 3º                 | 1º                    |

### Risultati in Formula 2
(Le gare in grassetto indicano la pole position) (Le gare in corsivo indicano i giri veloci)
| Anno | No. | 1        | 2         | 3        | 4         | 5        | 6        | 7        | 8        | 9        | 10        | 11       | 12       | 13       | 14        | 15      | 16       | DC  | Punti |
| ---- | --- | -------- | --------- | -------- | --------- | -------- | -------- | -------- | -------- | -------- | --------- | -------- | -------- | -------- | --------- | ------- | -------- | --- | ----- |
| 2009 | 18  | VAL 1 11 | VAL 2 Ret | BRN 1 14 | BRN 2 Ret | SPA 1 11 | SPA 2 13 | BRH 1 14 | BRH 2 15 | DON 1 13 | DON 2 Ret | OSC 1 11 | OSC 2 12 | IMO 1 15 | IMO 2 Ret | CAT 1 7 | CAT 2 13 | 23º | 2     |

### Risultati 24 ore di Le Mans
| Anno | Team               | Co-Piloti                       | Auto             | Classe | Giri | Pos. | Classe Pos. |
| ---- | ------------------ | ------------------------------- | ---------------- | ------ | ---- | ---- | ----------- |
| 2010 | Matech Competition | Cyndie Allemann Rahel Frey      | Ford GT1         | GT1    | 59   | DNF  | DNF         |
| 2013 | Morand Racing      | Franck Mailleux Olivier Lombard | Morgan LMP2-Judd | LMP2   | 320  | 11º  | 5º          |